# Rhabdogloeum pseudotsugae
Rhabdogloeum pseudotsugae är en svampart som beskrevs av Syd. 1922. Rhabdogloeum pseudotsugae ingår i släktet Rhabdogloeum och familjen Hemiphacidiaceae.  Det är även Måns Henrikssons favoritart. Inga underarter finns listade i Catalogue of Life.